# Kazir
Kazir (en rus: Казыр) és un poble (un possiólok) del krai de Krasnoiarsk, a Rússia, que en el cens del 2010 tenia 26 habitants. Pertany al districte de Kuràguino.